# Girl Guides of Canada
Girl Guides of Canada - Guides du Canada è l'associazione nazionale del guidismo in Canada. Il guidismo in Canada cominciò nel 1910 e fu tra i membri fondatori dell'Associazione Mondiale Guide ed Esploratrici (AMGE) nel 1928. L'associazione conta 116.206 membri (nel 2006).

## Storia
Mary Malcolmson organizzò la prima compagnia canadese di guide che fu ufficialmente registrata a St. Catharines, Ontario; questa registrazione è datata 11 gennaio 1910. Un parco di St. Catharines fu intitolato successivamente a Mary Malcolmson. Altre compagnie di guide nacquero a Toronto, Moose Jaw e Winnipeg. La compagnia di Toronto organizzò il primo campo di guide in Canada sulle rive del Credit River nel giugno del 1911. Durante il 1912 il Guidismo si era diffuso in tutto il Canada tanto che Agnes Baden-Powell nominò Lady Mary Pellatt "Capo Commissario dei domini delle guide del Canada".

## Programma
L'associazione è divisa in 5 branche in rapporto all'età:
- Sparks - dai 5 ai 6 anni
- Brownies - dai 7 agli 8 anni
- Guide - dai 9 ai 12 anni
- Pathfinders - dai 12 ai 15 anni
- Cadets o Junior Leaders o Rangers - dai 15 ai 17 anni